# Proceedings of the Koninklijke Nederlandse Akademie van Wetenschappen
Proceedings of the Koninklijke Nederlandse Akademie van Wetenschappen (en français : Comptes-rendus de l'Académie royale néerlandaise des arts et des sciences), abrégé Proc. Kon. Ned. Akad. Wetensch., C, était une revue illustrée néerlandaise comprenant des descriptions botaniques en anglais. Elle fut éditée trimestriellement entre 1951 et 1989 sous le nom de Proceedings of the Koninklijke Nederlandse Akademie van Wetenschappen, Series C: Biological and Medical Sciences. Cette revue est précédée par Proceedings of the Section of Science, Koninklijke (Nederlandse) Akademie van Wetenschappen te Amsterdam et suivie par Proceedings, Koninklijke Nederlandse Akademie van Wetenschappen. Biological, chemical, geological, physical and medical sciences. Amsterdam..